# Rebelião de Abaza
A rebelião de Abaza foi um grupo de levantes que ocorreram no século XVII no Império Otomano durante os reinados de Mustafá I (r. 1622–1623) e Murade IV (r. 1623–40). O nome da rebelião se refere a Abaza Maomé (ou Abaza para abreviar), um paxá otomano de origem abecaz. Às vezes, esse evento é considerado parte das revoltas dos Jelali. Mas, diferentemente das outras revoltas doa Jelali, a principal razão da rebelião de Abaza foi o ressentimento em relação ao corpo de janízaros.

## Antecedentes
O sultão Osmã II (r. 1618–1622), que sitiou Khotyn (na moderna Ucrânia, então parte da República das Duas Nações), não conseguiu capturar a cidade. Ele culpou os janízaros indisciplinados pelo fracasso. Os janízaros, outrora tropas de elite do Império Otomano, foram corrompidos durante a era de estagnação do império. Osmã planejou criar um novo exército baseado nos turcomanos da Anatólia. Energético, mas jovem e inexperiente, Osmã II revelou sua intenção. Isso causou uma revolta janízara na capital Constantinopla. Osmã foi preso e depois assassinado pelos partidários janízaros em 20 de maio de 1622. Este assassinato causou um grande choque nas terras otomanas.

## Primeira rebelião
Abaza Maomé era o governador de Erzurum. De acordo com o historiador Joseph von Hammer-Purgstall, foi um consultor de Osmã II em seus esforços para abolir os janízaros. Pouco depois de ouvir as notícias sobre o assassinato, começou a expulsar e até mesmo matar os janízaros em serviço em sua província. Embora tenha sido formalmente demitido pela Sublime Porta em 17 de novembro de 1622, continuou a ficar em Erzurum e alegou que era leal à Porta, mas estava tentando punir os responsáveis pelo assassinato. O povo turcomano da Anatólia Central, que também estava acusando os janízaros, prontamente aceitou sua causa e logo começou a controlar a maior parte da Anatólia Oriental e Central. Em 1624, a Sublime Porta decidiu lutar contra as forças de Abaza. O comandante (turco: serdar) do exército era Hafez Amade Paxá. O confronto ocorreu nas planícies perto de Caiseri em 16 de agosto de 1624. Durante a batalha, algumas tropas do exército de Abaza mudaram de lado e ele foi derrotado. Abaza escapou para Erzurum e, durante as negociações que se seguiram, conseguiu convencer a Sublime Porta de suas boas intenções.

## Segunda rebelião
Durante a Guerra Otomano-Safávida de 1623–1639, o exército safávida (persa) estava ameaçando a cidade otomana de Aquesca (moderna Acaltsique na Geórgia) em agosto de 1627. Abaza recebeu ordens de apoiar o exército otomano. Embora Abaza tenha pedido o comando do exército, foi recusado. Ele começou a mover suas tropas para o campo de batalha. No entanto, em vez de apoiar o exército, esperou por um momento adequado para atacar os otomanos. O ataque foi bem-sucedido. Além dos janízaros, muitos paxás otomanos foram mortos. Após essa derrota humilhante, o grão-vizir Damate Halil Paxá foi demitido e em seu lugar assumiu Gazi Cusreve Paxá. Em setembro de 1628, Cusreve Paxá sitiou Erzurum com seus canhões. Em 18 de setembro de 1628, Abaza decidiu desistir e Cusreve Paxá aceitou seus termos. Abaza não foi punido, mas foi designado para governar numa das províncias europeias do Império Otomano, onde não tinha apoio local.